# Lapalionjärvi
Lapalionjärvi eller Lapaliojärvi är en sjö i Finland. Den ligger i kommunen Kemijärvi i landskapet Lappland, i den norra delen av landet, 700 km norr om huvudstaden Helsingfors. Lapalionjärvi ligger 215,3 meter över havet. Arean är 1,24 kvadratkilometer och strandlinjen är 6,54 kilometer lång. Sjön  ingår i Kemi älvs huvudavrinningsområde.   
I övrigt finns följande i Lapalionjärvi:
- Kämppäsaari (en ö)